# Badla (film)
Pour plus de détails, voir Fiche technique et Distribution.
Badla (বদলা) est un film dramatique indien en langue hindi de 2019 réalisé par Sujoy Ghosh. C'est un remake du film espagnol L'Accusé (Contratiempo) de Oriol Paulo.

## Synopsis
Une jeune femme mariée se retrouve dans une chambre d'hôtel verrouillée à côté du corps de son amant décédé. Accusée de son meurtre, elle engage un avocat prestigieux pour l'aider à comprendre ce qu'il s'est réellement passé.

## Fiche technique
- Titre : Badla
- Titre original : বদলা
- Réalisation : Sujoy Ghosh
- Scénario : Oriol Paulo et Sujoy Ghosh
- Musique : Clinton Cerejo, Amaal Mallik et Anupam Roy
- Photographie : Avik Mukhopadhyay
- Montage : Monisha R Baldawa
- Production : Hetvi Karia, Gauri Khan, Sunir Kheterpal, Sandeep Sharma et Gaurav Verma
- Société de production : Azure Entertainment, Red Chillies Entertainment et Universal Entertainment
- Pays :  Inde
- Genre : Drame, policier et thriller
- Durée : 118 minutes
- Dates de sortie : 
  -  Inde : 8 mars 2019

## Distribution
Sauf indication contraire, les informations mentionnées dans cette section peuvent être confirmées par la base de données cinématographiques IMDb,  présente dans la section « Liens externes ».
- Amitabh Bachchan : Badal Gupta
- Taapsee Pannu : Naina Sethi
- Amrita Singh : Rani Kaur Toor
- Tony Luke : Arjun Joseph
- Manav Kaul